# Ludwig Nagl
Ludwig Nagl (* 27. April 1944 in Vöcklabruck, Oberösterreich) ist außerordentlicher Universitätsprofessor i. R. am Institut für Philosophie der Universität Wien.

## Leben
Nagl studierte Philosophie, Geschichte und Germanistik an der Universität Wien und promovierte 1969. 1970/71 lehrte er als Assistant Professor am Department of Philosophy der Millersville University of Pennsylvania. Von 1971 bis 1981 war Nagl Universitätsassistent an österreichischen Universitäten: 1971–1977 am Institut für Philosophie und Gruppendynamik der Universität für Bildungswissenschaften, Klagenfurt, 1977–1981 am Institut für Philosophie der Universität Wien. Im Sommer 1978 und 1980 lehrte er als Adjunct Professor an der Millersville University. 1981 habilitierte sich Nagl an der Universität Wien für das Gesamtgebiet der Philosophie (Venia legendi als Universitätsdozent). Das Herbstsemester 1987 verbrachte er als Visiting Scholar am Department of Philosophy der Harvard University, wo er sich Studien zum Pragmatismus/Neopragmatismus und zur Filmästhetik widmete. Seit 1991 ist Nagl außerordentlicher Universitätsprofessor am Institut für Philosophie der Universität Wien. 1993 lehrte er als Gastprofessor am Institut für Philosophie der Universität Jena. Das Herbstsemester 1996 verbrachte er wieder als Visiting Scholar in Harvard, nunmehr affiliiert mit dem Minda de Ginzburg Center for European Studies.
Nagl war zweimal – neben seiner regulären Lehr- und Forschungstätigkeit an der Universität Wien – als Gastprofessor an österreichischen Universitäten tätig: 1999 an der Theologischen Fakultät der Universität Innsbruck und 2002 an der Privatuniversität Linz. Seit Oktober 2009 ist Ludwig Nagl außerordentlicher Universitätsprofessor i. R. 2010 war Nagl Gastprofessor an der Universität St. Petersburg.
Seit 1970 ist er mit der Philosophin Herta Nagl-Docekal verheiratet.

## Schriften (Auswahl)
- Zur Kantforschung der Gegenwart. (= Wege der Forschung, Band CCLXXXI) Darmstadt: Wissenschaftliche Buchgesellschaft 1981 (Hg., gem. mit Peter Heintel)
- Gesellschaft und Autonomie. Studien zur Entwicklung der Gesellschaftstheorie von Hegel bis Habermas. Wien 1983.
- Wo steht die analytische Philosophie heute? Wien/München 1986 (Hg., gem. mit Richard Heinrich).
- Die Philosophen und Freud. Wien/München 1988 (Hg., gem.m. Helmuth Vetter).
- Charles Sanders Peirce. Frankfurt am Main/New York 1992.
- Textualität der Philosophie – Philosophie und Literatur. Wien/München 1994 (Hrsg., gem. mit Hugh J. Silverman)
- Philosophie und Psychoanalyse – Ein Symposium der Wiener Festwochen. 2. Auflage, Giessen 1997 (Hg., gem. mit Helmuth Vetter und Harald Leupold-Löwenthal).
- Pragmatismus. Frankfurt am Main/New York 1998.
- Filmästhetik. Berlin/Wien/München 1999 (Hrsg.).
- System der Philosophie? Festgabe für Hans Dieter Klein. Frankfurt am Main/Bern/New York 2000 (Hg., gem. mit Rudolf Langthaler).
- Nach der Philosophie – Essays von Stanley Cavell. 2. Auflage, Berlin 2001 (Hg., gem. mit Kurt R. Fischer).
- The Legacy of Wittgenstein: Pragmatism or Deconstruction. Frankfurt am Main/Berlin/Bern/Bruxelles/New York/Oxford 2001 (Hrsg., gem. mit Chantal Mouffe).
- Essays zu Jacques Derrida und Gianni Vattimo, „Religion“. Frankfurt am Main/Berlin/Bern/Brüssel/New York/Oxford 2001 (Hrsg.).
- Religion nach der Religionskritik. Berlin/Wien/München 2003 (Hrsg.)
- Film Denken – Thinking Film. Wien 2004 (Hrsg., gem. mit Eva Waniek und Brigitte Mayr).
- Systematische Medienphilosophie. Berlin 2005 (Hrsg., gem. mit Mike Sandbothe).
- „Die Grenze des Menschen ist göttlich“. Beiträge zur Religionsphilosophie. Berlin 2007 (Hrsg., gem. mit Klaus Dethloff und Friedrich Wolfram).
- Viele Religionen – eine Vernunft? Ein Disput zu Hegel. Wien/Berlin 2008 (Hrsg., gem. mit Herta Nagl-Docekal und Wolfgang Kaltenbacher).
- Das verhüllte Absolute. Essays zur zeitgenössischen Religionsphilosophie. Frankfurt am Main/Berlin/Bern/Brüssel/New York/Oxford/Wien 2010. (Der Band enthält Essays zu Habermas, Derrida, William James, Royce, Dewey, Rorty und Putnam.)
- Ein Filmphilosophie-Symposium mit Robert B. Pippin. Western, Film Noir und das Kino der Brüder Dardenne. De Gruyter, Berlin 2016 (Ludwig Nagl und Waldemar Zacharasiewicz, Hrsg.)
- Europa, Demokratie, Ökumene, Kultur. Festschrift für Raoul Kneucker zum 80. Geburtstag. Böhlau, Wien/Köln/Weimar 2018 (Gertraud Diem-Wille, Ludwig Nagl, Anton Pelinka, Friedrich Stadler, Hrsg.)
- Toward a Global Discourse on Religion in a Secular Age. Essays on Philosophical Pragmatism. Lit, Wien/Zürich 2021.

Ludwig Nagl ist Mitherausgeber der Wiener Reihe. Themen der Philosophie (seit 1986; bisher 21 Bände). Er war von 1979 bis 1989 Wien-Redakteur der Zeitschrift für Didaktik der Philosophie, Hannover.